# Stine Andresen

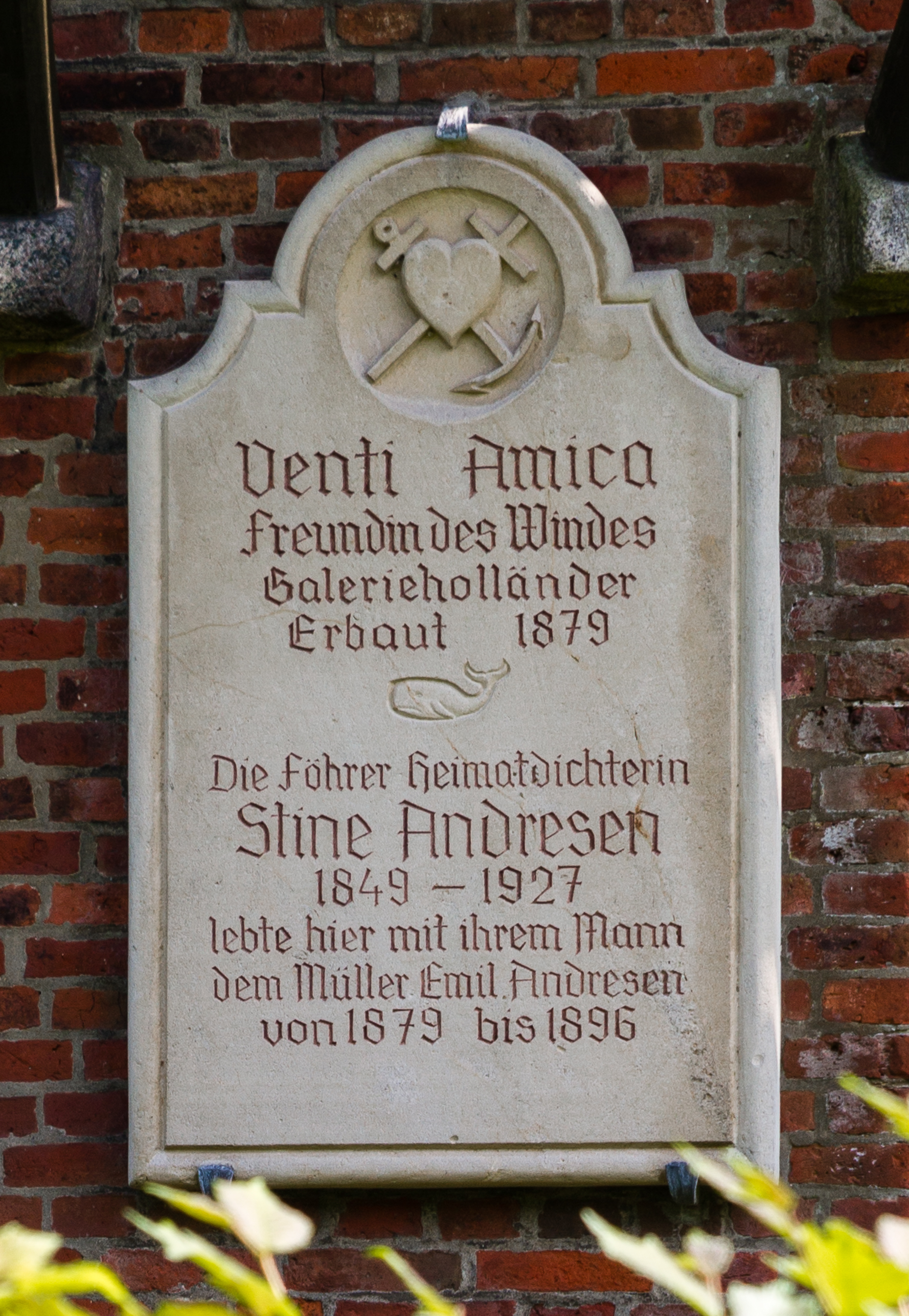
Emléktáblája Föhr-ben

Stine Andresen, lánykori neve: Stine Jürgens, Wyk auf Föhr, 1849. december 23. - Wyk auf Föhr, 1927. május 13.) német költőnő.

## Élete
Apja Jürgen Erich Jürgens gazdálkodó volt. Boldixumban (a mai Wyk auf Föhr kerületben) született, s élete java részét ott töltötte. Anyja korán elhunyt. A boldixumi falusi iskolába járt, majd autodidakta módon gyarapította műveltségét. Már fiatalon alkalmi verseket írt, amelyeket ünnepségeken szavalt. Friedrich Hebbel családjának baráti köréhez tartozott, Hebbel 1863-ban bekövetkezett halála után egy ideig az özvegy, Christine Hebbel titkára volt. 1875-ben ment feleségül Emil Andresen molnárhoz, aki az 1890-es években halt meg. Andresen költeményei nyomtatásban már 1893-ban megjelentek. Amikor férje halála után anyagi helyzete romlott, az író Karl Schrattenthal versei új kiadásával támogatta (1896). Alkotásai leginkább szülőföldjéről szólnak. Elsősorban német nyelven alkotott, de néhányat a fríz nyelv északi nyelvjárásában is írt. Két verséből Ferdinand Heinrich Thieriot zeneszerző kórusművet alkotott, Wyk auf Föhr-ben a Stine-Andresen-Weg róla van elnevezve. Négy alkalommal kapta meg a Friedrich Hebbel-díjat (1917, 1918, 1919, 1920, az utolsó három évben Hans Grohs költővel megosztva).

## Válogatott munkái
- Gedichte. Hrsg. Gerber. 1893.
- Gesammelte Gedichte. Hrsg. Karl Schrattenthal. 3. Auflage. Bielefeld 1896.
- Enziana – Ein Blumenmärchen. Nordfriesische Verlagsanstalt.
- Neue Gedichte. Buchhandlung der Anstalt Bethel, Bielefeld 1903.
- Gedichte aus dem bisher unveröffentlichten Nachlaß der inselfriesischen Dichterin. Nordfriesische Verlagsanstalt Carl Meyer, 1930.

### Levelezése
- Martin-M. Langner (szerk): Briefe und Gedichte. 2. kiadás, Weidler, Berlin 1989, ISBN 3-925191-50-X.

## Külső hivatkozások
- Gesammelte Gedichten című kötete 1896-os kiadásának online változata

## Fordítás
- Ez a szócikk részben vagy egészben  a   Stine Andresen című német Wikipédia-szócikk ezen változatának fordításán alapul.  Az eredeti cikk szerkesztőit annak laptörténete sorolja fel. Ez a jelzés csupán a megfogalmazás eredetét és a szerzői jogokat jelzi, nem szolgál a cikkben szereplő információk forrásmegjelöléseként.